# 将軍家光忍び旅
『将軍家光忍び旅』（しょうぐんいえみつしのびたび）は、1990年から1993年にかけてテレビ朝日系で放送されたテレビ朝日、東映制作の時代劇である。
1990年10月13日から1991年3月30日まで第1作『将軍家光忍び旅』（以下、第1シリーズ）が、1992年10月3日から1993年3月20日まで第2作『将軍家光忍び旅II』（以下、第2シリーズ）が、共に土曜20時の時代劇枠で放送された。『暴れん坊将軍』休止中に放送された三田村邦彦主演時代劇の第1作、第2作である。

## 作品内容
三代将軍・徳川家光が、無名の役者である新吉を影武者に仕立て、自らは一介の浪人・「徳山竹之進」と名乗って旅をしつつ、庶民の暮らしに触れ、また、その途中で悪人を退治していく。
第1シリーズは京へ上洛する道中であり、その道中で家光の腹違いの兄である都築安房守とその配下である風魔忍者との対決をも描いている。
第2シリーズは京から中山道を辿り江戸への戻り旅であり、公家の姫・姉小路五十鈴こと石田三成の遺児、清姫および石田三成の隠密頭無幻斎とその一味との対決をも描いている。
道中では歴史上の人物もゲストとして登場した。第1シリーズでは伊達政宗、駿河大納言忠長、豊臣国松など、第2シリーズでは保科正之、松平忠輝などである。

## 主な出演者

### 両シリーズ出演
- 徳川家光（徳山竹之進）：三田村邦彦
旗本家生まれの素浪人「徳山竹之進」と名乗るが、実は窮屈な行列を嫌って素浪人に身を変えた徳川三代将軍。新吉に自分の影武者をさせながら行列とは別に柳生十兵衛、お蔦、太助らと共に旅をする。第2シリーズでは天下丸一座の用心棒として座員を連れて旅をする。
- 新吉：コロッケ
大久保彦左衛門にスカウトされて影武者を務めることになった売れない役者。彦左衛門と伊豆守の口車に乗せられ、不純な動機で影武者を務めてしまうが、家光と間違えられて殺されそうになったところを救われ、以降は真面目に務めるようになるが、窮屈なしきたりや自分への扱い方に対して何かと不満を漏らしたりする。好きな食べ物は蛸のぶつ切り。売れないと自称しているが声帯模写が得意で、第1シリーズ第1話では伊豆守になりすまして陣屋を抜け出したことがある。第2シリーズでは晴れて京都で天下丸一座を結成したが、遊び過ぎが原因で多額の借金を作り、再び影武者を務めることになる。
- お蔦：萬田久子
飯屋で初めて心太を食べる竹之進の懐を狙ったことから竹之進と十兵衛と知り合い、旅に同行する女掏り。竹之進に惚れている。自分の名が記された和紙にある家紋を大名家の紋と信じて旅を続ける。第1シリーズ第21話で、本来の素性は近江水口藩藩主・宇山友行の娘雪姫の双子の姉、蔦姫であり、そのために23年前、城代家老大山大膳の藩乗っ取りの陰謀に巻き込まれ、命を落とすところを心ある藩士に救われ、乳母とともに市井へ逃れたとの経緯が明らかになるが、宇山友行・雪姫との再会後も自身の意思で市井での暮らしを続ける。第2シリーズでは一刀流剣術道場で修業をして逞しさを見せる。
- 大久保彦左衛門：神山繁
旗本きっての横紙破りにして天下のご意見番。家光の旅を伊豆守に相談されて新吉を影武者にスカウトした張本人。身体中には戦で負った傷が今も残っている
- 一心太助：三波豊和（第1シリーズ第1話、第7話～第8話、第11話、第14話、第18話～第19話、第21話、第2シリーズ第1話～第4話、第6話～第9話、第11話、第13話、第15話、第17話～第18話、第20話～第22話）
彦左衛門と共に家光の旅に同行する魚屋。
- 綾：田中綾子（第1シリーズ第1話～第2話、第7話～第9話、第11話、第2シリーズ第1話～第2話、第5話～第10話、第12話～第13話、第15話～第16話、第19話～第22話）
春日局に仕える腰元。何かと新吉に対しては辛辣でこっそりと抜け出そうとする新吉に薙刀を向ける。妙は綾と楓のどちらかの代理で登場する。
- 門脇平馬：大木晤郎（第1シリーズ、第2シリーズ第1話～第13話、第15話～第22話）
家光の旅の行列に同行する側用人。
- 柳生十兵衛：勝野洋
伊豆守の推薦で家光を護衛する剣豪。第2シリーズでは配下の裏柳生衆を使って情報収集を行う。
- 春日局：三ツ矢歌子（第1シリーズ第1話～第3話、第7話～第9話、第11話、第13話、第17話～18話、第21話、第2シリーズ第1話～第2話、第5話、第7話～第8話、第10話、第12話、第15話、第19話～第22話）
家光の忍び旅を知って行列に同行する乳母。新吉に何かと影武者教育を強いるため、新吉からはかなり恐れられているものの、実際は亡き母のように慕われている（第1シリーズ第16話）。

### 将軍家光忍び旅
- 楓：高島礼子（第1話～第11話、第18話～第22話）
春日局に仕える腰元。何かと新吉に対しては辛辣でこっそりと抜け出そうとする新吉に薙刀を向ける。妙は綾と楓のどちらかの代理で登場する。
- 影丸：小林達也
- 早苗：上田一乃
伊豆守の推薦で家光を護衛する御庭番。成敗時には第2話までは薄緑の忍者装束、第3話からは紺色の忍者装束を着用する。
- 亀助：白井晃
新吉の弟分。中間として行列に同行する。
- 松平伊豆守信綱：田村亮（第1話、第5話、第7話、第10話、第14話、第17話、第20話、第22話）
家光の政治をサポートする、知恵伊豆の異名をとる老中。彦左衛門とともに影武者プランを取り仕切る一方、風魔を操る黒幕の正体や大名のお家騒動の探索などに務めている。
- 都築安房守兼次：中条きよし（第1話、第5話、第7話、第10話、第16話、第22話）
水島藩五万石の藩主で家光の異母兄。小大名の地位に不満を持ち、将軍の座を得ようと風魔一族を使って家光の命を狙う。

### 将軍家光忍び旅II
- おかる：辻沢杏子
新吉の跡を引き継いだ天下丸一座の女座長。
- 楓：山田麻起子（第1話～第2話、第5話～第10話、第12話～第13話、第15話～第16話、第19話～第22話）
- 妙：山田麻起子（第7話～第17話）
春日局に仕える腰元。何かと新吉に対しては辛辣でこっそりと抜け出そうとする新吉に薙刀を向ける。妙は綾と楓のどちらかの代理で登場する。
- 菊江：雪絵ゆき（第1話～第2話、第7話、第10話、第13話、第16話、第21話）
五十鈴付きの侍女。実は無幻斎の娘で、五十鈴の監視及び裏切った時の暗殺を命じられているが、内心ずっと五十鈴に仕えたいと思っている。
- 文太：ブッチー武者
- おはる：保坂亜耶
- おなつ：坂口新子
- おあき：細谷千絵
- おふゆ：上野理子
おかるが座長を務める天下丸一座の座員。
- 五十鈴（清姫）：芦川よしみ（第1話～第2話、第7話、第10話、第13話、第16話、第21話）
京に住む公家の娘で石田三成の遺児。無幻斎に騙されて家光の命を狙うようになる。竹之進のことを家光とは知らずに慕っている。
- 無幻斎：西田健（第1話～第2話、第7話、第13話、第21話～第22話）
かつての石田三成の隠密頭。老中・越智鳴門守の手先となり、豊臣家の再興のためと称して、家光を暗殺して家康の隠し子、徳川康政を将軍にして自らは大名になろうと目論む。
- ナレーター：熊倉一雄
- 東映京都俳優養成所（第1シリーズ）
- 舞踊振付：藤間紋藏（第2シリーズ）

## スタッフ

### 将軍家光忍び旅

#### 初回・スペシャル（第10話）ほかのクレジット順（クレジットは横書き）
- プロデューサー：高橋正樹（テレビ朝日）、阿部征司、渡辺操（東映）
- 脚本：小川英、胡桃哲
- 音楽：京建輔
- 監督：荒井岱志
- 撮影：赤塚滋、羽田辰治
- 美術：園田一佳、山下謙爾
- 照明：加藤平作、岡本洋治
- 録音：林圡太郎、堀池美夫
- 編集：矢島稔之
- 整音：永田稔
- 記録：石田照、田村佳美
- 助監督：南光、俵坂昭康
- 装置：太田正二
- 装飾：長尾康久、西川由起夫
- 背景：西村三郎（第10話）
- 衣裳：松田孝、下村千里
- 美粧：久斗敏厚（第10話）
- 結髪：山田真佐子（第10話）
- 演技事務：石川正男、寺内文夫
- 美粧・結髪：東和美粧
- かつら：山崎かつら
- 小道具：高津商会
- 和楽監修：中本哲
- 特技：宍戸大全
- 騎馬：岸本乗馬センター
- 擬斗：三好郁夫（東映剣会）
- 広報担当：松嶋弘正（テレビ朝日）
- 進行主任：西秋節生、俵坂孝宏
- ロケ協力：京都 大覚寺、国宝 姫路城
- 現像：IMAGICA
- 監督：荒井岱志
- 制作：テレビ朝日、東映

#### 第2話以降のクレジット順（クレジットは縦書き）
- 脚本：小川英、胡桃哲、蔵元三四郎、飛鳥ひろし、佐藤五月
- 監督：荒井岱志、牧口雄二、宮越澄
- プロデューサー：高橋正樹（テレビ朝日）
- プロデューサー：阿部征司、渡辺操
- 撮影：赤塚滋、北坂清、羽田辰治、宮西慶二郎
- 美術：園田一佳、山下謙爾、秋好泰海
- 照明：加藤平作、岡本洋治、安藤清人
- 録音：林圡太郎、芝氏章、堀池美夫
- 助監督：南光、俵坂昭康
- 編集：矢島稔之
- 記録：石田照、田村佳美、中嶋俊江
- 整音：永田稔
- 装置：太田正二
- 装飾：長尾康久、西川由紀夫
- 衣裳：松田孝、下村千里
- 演技事務：石川正男、寺内文夫
- 美粧・結髪：東和美粧
- かつら：山崎かつら
- 小道具：高津商会
- 和楽監修：中本哲
- 騎馬：岸本乘馬センター
- 擬斗：三好郁夫（東映剣会）
- 特技：宍戸大全
- 広報担当：松嶋弘正（テレビ朝日）
- 進行主任：西秋節生
- ロケ協力：京都 大覚寺、国宝 姫路城
- 現像：IMAGICA
- 音楽：京建輔
- 監督：荒井岱志
- 制作：テレビ朝日、東映

### 将軍家光忍び旅II

#### 初回スペシャルほかのクレジット順（クレジットは横書き）
- プロデューサー：高橋正樹（テレビ朝日）、阿部征司、渡辺操（東映）
- 脚本：今村文人
- 音楽：京建輔
- 撮影：藤井秀男
- 美術：園田一佳
- 照明：加藤平作
- 録音：芝氏章
- 編集：矢島稔之
- 助監督：萩原将司
- 整音：永田稔
- 記録：森村幸子
- 装置：林一男
- 装飾：長谷川優市呂
- 背景：西村三郎
- 衣裳：下村千里
- 美粧：久斗敏厚
- 結髪：山田真佐子
- 演技事務：石川正男
- 騎馬：岸本乗馬センター
- かつら：山崎かつら
- 小道具：高津商会
- 和楽監修：中本哲
- 広報担当：松嶋弘正（テレビ朝日）
- スチール：荒川大介
- 特技：宍戸大全
- 舞踊振付：藤間紋藏
- 擬斗：清家三彦（東映剣会）
- 進行主任：俵坂孝宏
- ロケーション協力：国宝 姫路城、国宝 二条城、京都 仁和寺
- 現像：IMAGICA
- 協力：東映太秦映画村、テレビ朝日ミュージック
- 監督：荒井岱志
- 制作：テレビ朝日、東映

#### 第2話以降のクレジット順（クレジットは縦書き）
- 脚本：田村多津夫、小川英、石川孝人、渡辺良二、藤井邦夫、井川公彦
- 監督：荒井岱志、日高武治、松尾正武、萩原将司
- プロデューサー：高橋正樹（テレビ朝日）
- プロデューサー：阿部征司、渡辺操
- 撮影：北坂清、藤井秀男、坂根省三、羽田辰治、都築雅人、宮西慶二郎
- 美術：佐野義和、塚本隆治、秋好泰海、山下謙爾
- 照明：岡本洋治、安藤清人、田中峯生、赤松均、加藤平作
- 録音：芝氏章、生水俊行、中沢光喜
- 編集：矢島稔之、玉木濬夫
- 助監督：五大院将貴、南光、清水彰
- 記録：中野保子、東紀子、田村佳美、藤原凪子
- 整音：永田稔
- 装置：草河稔、青木茂雄、林一男
- 装飾：西田忠男、長谷川優市呂
- 衣裳：下村千里
- 演技事務：村田玉郎、田中孝宏
- 美粧結髪：東和美粧
- かつら：山崎かつら
- 小道具：高津商会
- 和楽監修：中本哲
- 騎馬：岸本乘馬センター
- 擬斗：三好郁夫、清家三彦（東映剣会）
- 特技：宍戸大全
- 広報担当：松嶋弘正（テレビ朝日）
- 進行主任：佐藤鋼太、西秋節生、清水光作
- 協力：東映太秦映画村、テレビ朝日ミュージック、京都 大覚寺、国宝 姫路城
- 現像：IMAGICA
- 音楽：京建輔
- 制作：テレビ朝日、東映

## 主題歌
歌はすべて、主演の三田村が担当

### 将軍家光忍び旅
男のふるさと（コロムビアレコード）
- 作詞・作曲：伊藤薫 / 編曲：竜崎孝道

### 将軍家光忍び旅II
青春一気（コロムビアレコード）
- 作詞：荒木とよひさ / 作曲：浜圭介 / 編曲：川村栄二

## 挿入歌
歌はすべて、主演の三田村が担当

### 将軍家光忍び旅II
影ぼうし
- 作詞：荒木とよひさ / 作曲：浜圭介

## 放送リスト

### 将軍家光忍び旅
| 話数   | サブタイトル                                             | ゲスト |
| ------ | -------------------------------------------------------- | --- |
| 第1話  | ふたり将軍京を目指す                                     | 風魔陣十郎：田口計 小鉄：小峰隆司 小女：岩本桐香 小料理屋の亭主：中村錦司 重臣：山田良樹 重臣：有島淳平 芝居小屋の男：北村明男 旅篭の女：金森かおり 警護侍：床尾賢一 |
| 第2話  | 父ちゃんの海を返せ!                                      | おかく：三浦真弓 武蔵屋五兵衛：小沢象 高木内膳正：遠藤征慈 牛松：岩尾正隆 六蔵：高並功 卯之助：西田良 仙造：水上保広 庄吉：渡辺慎也 とよ：柾木良子 黒崎：朝日完記、 役人：山田永二 役人：石井洋充 浪人：福本清三 浪人：壬生新太郎 宿場役人：藤沢徹夫 旅篭の番頭：上野秀年 松吉：内藤康夫 漁師：大矢敬典 |
| 第3話  | 日陰に咲くか夫婦武士道                                   | 羽生田新兵衛：丹波義隆、利恵：佐藤恵利、吉十郎：曽根晴美、目黒征之助：小笠原弘、幸右衛門：玉生司朗、お袖：代田知恵子、奥野：有川正治、朝吉：重久剛一、源八：滝譲二、哲太：佐川源治、御典医：蓑和田良太、坂本：志茂山高也、金作：加藤重樹、島造：光永真二、浩助：竹井雅文、三吉：及川潤、お花：田原美法、重蔵：田中浩 |
| 第4話  | 暗雲なびく女狐の湯                                       | 唐木甚五右衛門：品川隆二、お秋：森野恵、お鈴の方：浅見美那、六蔵：牧冬吉、酒井日向守：川辺久造、兵藤玄蕃：大木正司、日下仙十郎：出水憲、山形：五十嵐義弘、新藤：新城邦彦、鹿島：小谷浩三、老女：春藤真澄、若い男：田中学 |
| 第5話  | 箱根に散った花一輪                                       | 伊達政宗：近藤洋介、桔梗：芹沢直美、作造：井上高志、原田敬一郎：下元年世、風魔竜全：坂田金太郎、二郎次：白井滋郎、忍者：森山陽介、加藤照夫、太吉：中西健太、太吉の母：田辺ひとみ |
| 第6話  | 偽将軍と踊り子の恋                                       | 小菊太夫：西崎みどり、半次：篠塚勝、伊豆屋七兵衛：溝田繁、大沢多聞：浜田晃、幸助：野土晴久、千鳥：塚本加成子、さくら：村木翔子、剣客：丘路千、峰蘭太郎、茶店の娘：富高美由紀、おとく：美松艶子、役人：木谷邦臣、河本忠夫、三平：田井克幸、五助：高谷舜二、中間：細川純一、稲泉智万、宿屋の番頭：窪田弘和、町人：林哲夫、東孝、番人：松田吉博 |
| 第7話  | 襲撃! 女だけの村                                         | 寿々：吉川十和子、薬師寺若狭守：南条弘二、風魔小十郎：片岡五郎、耕助：岩城力也、山野備後守：石倉英彦、ため：小柳圭子、お雅：丸平峯子、お松：稲垣陽子、お敏：河合綾子、夜叉丸：橋本和博、竜巻：高橋弘志、鬼火：谷口靖子、猫丸：斉藤弘勝、赤猿：岡田和範、四郎兵衛：疋田泰盛、つる：富永佳代子、傀儡：青木哲也、小大名：市条享一、遠山金次郎、有島淳平、旅籠の女中：堀田明美、本陣の女中：野村千景、警護侍：池田謙治、藤長照夫                                               |
| 第8話  | 母恋い街道小さな目撃者                                   | 川辺大四郎：潮哲也、乙松：谷口公洋、藤枝源八郎：伊東達広、お花：雪絵ゆき、相良美作守：大竹修造、座長：福本清三、茶店の亭主：真砂皓太、久坂：川浪公次郎、木田：白川浩二郎、飯塚：堂本和也、大井：西山清孝、春日：阿波地大輔、勘定方の侍：奔田陵、侍：波多野博、吉田久史、松尾裕之、西村正樹、藤枝政己、石井洋充、加藤寛治、見回りの侍：矢部義章、近習：松原健司、お種：松島ゆみこ、娘：分寺裕美、黒装束：福中勢至郎、伊倉宏之、重伸幸、鷹取典膳：近藤宏、下部主水正：山本清 |
| 第9話  | 心優しい暗殺者                                           | 藤巻猪十郎：沢竜二、おかつ：東千晃、松枝隼人：当銀長太郎、魚崎：高品剛、お竜：豊川博子、お絹：荒木恵美、中谷：長沢一樹、犬飼：岡田洪志、大森：山田永二、侍：小坂和之、稲泉智万、滝野貴之、浪人：玉生賢司、海老原刑部：遠藤太津朗 |
| 第10話 | 陰謀渦巻く駿府城家光を狙う死の釣天井 （2時間スペシャル） | 駿河大納言忠長：金田賢一、森山弾正：江見俊太郎、結城千鶴：渡辺梓、結城官兵衛：長谷川明男、結城凜太郎：青井敏之、段平：芝本正、風魔鉄石：原口剛、冬吉：藤岡重慶、小見山：綾川志剛、袈裟次：岩尾正隆、徳川家康：丹波哲郎、五助：増田再起、結城志津：原田千枝子、水田：田中弘、家臣：小谷浩三、家来：藤沢徹夫、少年時代の家光：田中秀則、少年時代の忠長：渡辺慎也 |
| 第11話 | 峠に吹いた地獄風                                         | 河合伊乃：長谷川千桂、おひろ：藤沢晃子、河合四郎兵衛/真壁の角造(二役)：葉山良二、嘉平：森章二、丹次：広瀬義宣、伝吉：井上茂、中原源吾：福永正憲、住職：中村錦司、河合与兵衛：和田昌也、百姓女：宮永淳子、 |
| 第12話 | 大井川、決死の関所破り!                                  | 菊姫：松本友里、沢柿右衛門：中井啓輔、角間陣兵衛：久富惟晴、半七：伊吹剛、室伏：幸田宗丸、お勝：小椋寛子、赤木沢：中村孝雄、大原：波多野博、番頭：笹吾朗、伊八：森山陽介、お春：田原美法、役人：山田良樹、松田吉博、北村明男、松永吉訓、旅人：畑中伶一、加藤寛治、辰：細川純一、権：志茂山高也、人足：藤長照夫、木下通博、武士：池田謙治、高見裕二 |
| 第13話 | 決闘! 子の刻参上                                         | みほ：志喜屋文、鷲津軍兵衛：和崎俊哉、浜島左源太：堀田真三、楠十郎左衛門：伊吹聰太朗、およね：久仁亮子、虎松：吉中六、権三：浜伸詞、六蔵：伝法三千雄、お松：三浦徳子、子分：司裕介、杉山幸晴、藤枝政己、弥市：峰蘭太郎、村の男：内藤康夫、椿竜二、村の女：春藤真澄、丹羽美奈子、茂平：村田正雄 |
| 第14話 | 浜松、女郎の仇討ち                                       | お小夜：速川明子、奥村伝十郎(大野彦九郎)：大場順、三枝備中：石橋雅史、義助：江藤漢、松川平蔵：笹木俊志、角谷：小峰隆司、一枝：石井哉、三島軍太夫：有島淳平、青山忠成：山田良樹、役人：木谷邦臣、女郎屋の亭主：遠山金次郎、番頭：泉好太郎、母親：富永佳代子、門弟：床尾賢一、浅井誠、少女時代の小夜：西村麻未、女の子：西村香織、野盗：田中学、滝野貴之、村娘：木村美季 |
| 第15話 | 旅人泣かせの船宿退治                                     | 国吉：佐久田修、お民：西尾知香、南条河内守：亀石征一郎、岩尾監物：原田清人、巴屋仁助：長谷川弘、寅造：北村晃一、儀十：江幡高志、彦六：水上保広、松山重蔵：武井三二、有田権之進：白井滋郎、とめ：坂本和子、医者：日高久、弥七：小西山淳一、菅原兵太：佐川源治、哲三：河本忠夫、定右衛門：疋田泰盛、平太：浅田祐二、捨松：和田昌也、本陣の主人：壬生新太郎、関所の門番：上野秀年、旅の女房：鈴川法子、役人：石井洋充、宿場の役人：山田永二                                   |
| 第16話 | くの一が惚れた男                                         | 夏生：藤奈津子、原兵部：高桐真、馬助：稲吉靖司、磯吉：稲田龍雄、相沢：滝譲二、才蔵：新城邦彦、由良：さいとうかな、医者：中村錦司、風魔：奔田陵、茶店の主人：高谷舜二、役人：小坂和之、船頭：大矢敬典、少女時代の夏生：田中千絵、三枝梅雪：御木本伸介、風魔夢幻：有川正治 |
| 第17話 | とんだ埋蔵金騒動                                         | お静：本阿弥周子、おゆき：田中雅子、土田庄左衛門：川浪公次郎、堂上長門守：北町嘉朗、織部大学：金子研三、赤星猪之助：出水憲、鯨井松太郎：野口貴史、綿貫以蔵：高並功、茂兵衛：丘路千、稲村五兵衛：入江慎也、啖呵売り：ホープ豊、山田甚作：宮城幸生、無宿者：小船秋夫、野武士：浜田隆広、百姓：江原政一、侍：稲泉智万、見張り：重伸幸、岡田和範、瀬川兵衛：石山律雄 |
| 第18話 | 茶碗一つで天領を狙う悪商人!                              | 清右衛門：山田吾一、お光：佐藤真浪、極楽の栄五郎：早川研吉、尾張屋徳兵衛：花上晃、松坂の局：佐野アツ子、剣持隼人正：立川三貴、遠藤紋十郎：工藤堅太郎、飯屋の内儀：杉本佳穂、伊之助：竜川真、医者：蓑和田良太、道具屋：大河内廣太郎、与市：柴田善行、手代：林哲夫、田井克幸、浪人：小峰隆司、池田謙治、矢部義章、中盆：西山清孝、子分：小谷浩三 |
| 第19話 | 家光が用心棒? 桑名の宿の仇討ち!                          | おふさ：渡辺ちあき、友吉：加藤純平、喜助：伊庭剛、国分屋亀五郎：福山升三、服部仙十郎：五十嵐義弘、佐野屋徳兵衛：浜田雄史、およねの方：太田和余、浪人：藤長照夫、仲居：星野美恵子、横山の配下：志茂山高也、親戚の男：波多野博、内藤康夫、親戚の女：美松艶子、手代：中川健次、福中勢至郎、ならず者：加藤三彦、横山典膳：佐原健二 |
| 第20話 | 鈴鹿、なみだの夫婦唄                                     | 原小四郎：大橋吾郎、お市：舟倉由佑子、大竹覚左衛門：中田浩二、古屋藤右衛門：五味龍太郎、岩木半兵衛：曽根晴美、およね：武田てい子、永井：中嶋俊一、戸田：谷口孝史、旅籠の番頭：財津吉浩、小女：太田敦子 |
| 第21話 | 瞼の父、お蔦、涙の再会                                   | 雪姫：萬田久子(二役)、宇山友行：西沢利明、工藤三郎：島田順司、おりつ：工藤明子、大山大膳：勝部演之、樅木源内：林彰太郎、美濃屋総助：高城淳一、大山昌直：大谷章、工藤数馬：飯泉征貴、権三：玉生司朗、藩士：司裕介、妙順：疋田泰盛、役人：藤沢徹夫、門番：松原健司、お春：野平ゆき、旅籠の番頭：永谷宗次 |
| 最終話 | 京は目前、風魔最後の挑戦!                                | 豊臣国松：高川裕也、お糸：加藤由美、田中六左衛門：睦五朗、左平：重田尚彦、赤目：きくち英一、青目：中田譲治、役人：牧冬吉、女中：丸平峯子、村人：細川純一、杉本善明、農家のおかみ：桂登志子、男：畑中伶一、松原健司 |

### 将軍家光忍び旅II
| 話数   | サブタイトル                                                            | ゲスト |
| ------ | ----------------------------------------------------------------------- | --- |
| 第1話  | 暗雲ただよう中山道! 家光を狙う妖しい美女と謎の黒幕! （2時間スペシャル） | おれん：伊藤智恵理、井伊掃部頭直孝：森次晃嗣、佐野弥八郎：河原崎建三、沖津屋重兵衛：金田龍之介、磯之介：岩尾正隆、鮫丸：滝譲二、金造：有川正治、お里：松井紀美江、市兵衛：下元年世、忍者：江上雅彦、三平：加藤聡志、鬼丸：小坂和之、波多野博、木谷邦臣、有島淳平、志茂山高也、村山俊二、矢部義章、池田謙治、滝野貴之、奔田陵、大矢敬典、藤沢徹夫、和田昌也、田辺ひとみ、太田敦子、松田吉博、河本忠夫、細川純一、太田雅之、奥深山新、田近正吾、重見成人、野々村仁     |
| 第2話  | 近江路、直訴状の女                                                      | おりょう：藤奈津子、おさき：想野まり、治助：牧冬吉、片上：高並功、利平治：笹木俊志、松造：新城邦彦、忍び：森山陽介、大須賀安芸守：山根誠示、定吉：新島愛一朗、おひろ：山本志津世、茶屋の娘：松本陽子、赤山五郎太：北村晃一、伴勘右衛門：江見俊太郎、稲木屋源兵衛：遠藤太津朗 |
| 第3話  | 憎しみの荒野に佇む女                                                    | 太郎左：青木義朗、千草：田中雅子、又太郎：沢田裕一、磯野平五郎：大木正司、吉田伝八郎：川浪公次郎、武平：当銀長太郎、大店の主人：中西宣夫、甚助：西村正樹、野盗：江原政一、役人：武井三二、村人：壬生新太郎、町人：西山清孝、松尾裕之、大野監物：御木本伸介 |
| 第4話  | 犬山には鬼が棲む                                                        | 三島半四郎：高川裕也、村木小夜：高取茉南、村木官兵衛：松本朝生、成瀬飛騨守正虎：勝部演之、成瀬正次：堀内正美、剣持鬼十郎：高品剛、大友織部：高野真二、水町伯典：浜田雄史、藩士：山田永二、家臣：司裕介、加藤寛治、源造：畑中伶一、 |
| 第5話  | 父と娘が守る無法の街!                                                   | 平三：長谷川明男、石川弾正：浜田晃、黒田伝蔵：曽根晴美、源五郎：増田再起、お千代：小栗香織、捨松：竜川真、仁助：稲吉靖司、お民：豊川博子、空然：出水憲、嘉平：入江慎也、繁造：高畑次郎、お幸：丸平峯子、おきぬ：星野美恵子、金助：高谷舜二、仁科：岡田洪志、吉岡：佐川源治、殿井清忠：柴田善行、親方：藤長照夫、六造：窪田弘和、鉄：入江武敏、弥太：鈴木修平、直次：西村龍弥、目赤の岩蔵：小峰隆司、町の人：東孝、江原政一、椿竜二、松原健司、川鶴晃裕               |
| 第6話  | 妻籠哀しや! おさと観音                                                  | おさと：森恵、藤林弥左衛門：鹿内孝、由松：伊藤高、矢口大八郎：中村孝雄、覚雲：佐藤京一、太兵衛：岩城力也、おとき：武田てい子、仙之助：江上雅彦、常覚：笹木俊志、三吉：森一、芳覚：山田永二、修験者：峰蘭太郎、河本忠夫、石原耕、役人：志茂山高也、加藤三彦、八神辰之介、子分：木下通博、山根誠示、若い者：松永吉訓、浪人：加藤重樹、若い女：久奈慈、西岡ちあき、老婆：美松艶子、                                                                                     |
| 第7話  | 将軍暗殺? 樵たちの反乱                                                  | 半助：若松俊秀、おしず：松岡由美、弥平：玉生司朗、藤代久太夫：田中浩、隆蔵：黒部進、米沢：五十嵐義弘、勝沼：伊藤伸生、瀬尾：佐々木紳二、咲蔵：遠山金次郎、一平：小坂和之、仙吉：浅田祐二、黒装束：稲田龍雄、中村健人、小川敏明、浪人：小谷浩三、奔田陵、総兵衛：村田正雄、福本清三 |
| 第8話  | 鬼の涙か? 木曽福島に光る水晶                                            | 政五郎(正吾)：丹波義隆、八重：麻生真宮子、猪之助：井上高志、山村宗右衛門：玉川伊佐男、間壁織部正：久富惟晴、黒坂郡太夫：伊吹聰太朗、万福屋：中村竜三朗、役人：白川浩二郎、高並功、女房：真鍋美保、若い男：橋本和博、老婆：山村嵯都子、留造：宮城幸生、女：丹羽美奈子、百姓：西山清孝、飯屋：遠山金次郎、手代：北村明男、娘：竹下舞、浪人：司裕介、池田謙治、小峰隆司、滝野貴之、浜田隆広、子供：絵衣良子、山神党：重見成人、野々村仁、大久保幸治、加藤寛治、内藤和也 |
| 第9話  | 鳥居峠 葵の印籠を持った女                                               | お琴：中野みゆき、保科正之：筒井巧、柘植五郎蔵：早川純一、工藤兵部：吉田豊明、保科弾正：亀石征一郎、中西啓三郎：大竹修造、高田新之丞：川浪公次郎、飯屋の亭主：日高久、米屋の主人：有島淳平、諏訪因幡守：波多野博、忍び：福本清三、女房：春藤真澄、役人：木谷邦臣、茶屋の女：上田こずえ、侍：石井洋充、米屋の娘：小林久実、少女時代のお琴：西村香織、少年時代の正之：奥田茂樹                                                                                         |
| 第10話 | 深夜の関所破り!                                                         | 矢車鉄之介：海津亮介、お咲：渡辺ちあき、甚兵衛：花上晃、織部源之丞：小沢象、安田伝十郎：遠藤征慈、近江屋藤右衛門：福山升三、池田：竹村健、芦田屋弥藤次：丘路千、岩吉：広瀬義宣、黒谷：武井三二、勘造：市条亨一、黒装束：藤長照夫、茂平：畑中伶一、たね：稲垣陽子、足軽：壬生新太郎、大矢敬典、 |
| 第11話 | 復讐を誓うかりそめの親娘                                                | 常盤屋半兵衛(阿修羅の半兵衛)：沢竜二、お絹：伊藤美由紀、伊之吉：重久剛一、脇坂采女正：田口計、長谷部主膳：内田勝正、佐々木数馬：伊東達広、忍び：森山陽介、仲居：古橋かずえ、農家の亭主：高谷舜二、女房：富永佳代子、浪人：小谷浩三、鈴木修平、脇坂の配下：矢部義章、奔田陵、西村正樹、佐々木紳二、手下：山田永二、杉山幸晴、松永吉訓、女中：松本陽子、少女時代のお絹：濱野智紗都                                                                                     |
| 第12話 | 信濃路慕情、男の意地が燃えるとき!                                       | 滝川六郎太(松平忠輝)：横内正、由紀：立原麻衣、大巣蕃太夫(大垣源之介)：小林勝彦、小沢源之丞：岩尾正隆、石見屋甚左衛門：森幹太、伝兵衛：結城市朗、野々村：関根大学、同心：笹木俊志、巳之助：峰蘭太郎、谷島：床尾賢一、今村平四郎：井上昭、駒之助：有島淳平、番卒：北村明男、石井洋充 |
| 第13話 | 和田峠、赤ん坊と将軍さま                                                | 石倉屋藤兵衛：井上昭文、繁蔵：長谷川弘、唐沢丹次：原口剛、唐沢直次：岡田洪志、おせき：桂川京子、伊兵衛：疋田泰盛、おこま：山本志津世、おいと：安田結衣、隠密組配下：権野年哉、辻本良紀、稲泉智万、人足：浜田隆広、池田謙治、松原健司、小坂和之 |
| 第14話 | 名馬危うし! 望月牧場の黒い罠                                            | おまき：高梨亜矢、長兵衛：小笠原弘、坂井文兵衛：水上保広、坂井菊：衣通真由美、小野寺十蔵：工藤堅太良、有田三太夫：須永克彦、又八：長沢一樹、川久保：出水憲、山内義清：谷口孝史、家老：波多野博、文兵衛の家来：森山陽介、目付：藤沢徹夫、牧童：藤長照夫、里見大学：中田浩二 |
| 第15話 | 小諸城の危機、偽将軍と偽殿様                                            | 松平忠憲：新田純一、お悠：金剛寺美樹、林半太夫：北見唯一、眉月新左：大場順、夜桜の伝蔵：曽根晴美、信州屋喜平：坂田金太郎、荒巻左内：深江章喜、鶴亀屋源助：遠山金次郎、牢名主：阿波地大輔、偽忠憲：山根誠示、お福：浜崎涼子、代官：山田良樹、牢番：小泉敏生、子分：小船秋夫、岡田和範、小谷浩三、熊吉：松宮信男、家臣：松田吉博、手代：川鶴晃裕、少年時代の忠憲：藤森周一郎、少年時代の眉月：中西健太                                                                 |
| 第16話 | 軽井沢、旗本五千石を敵と狙う女                                          | お紋：栗田陽子、沢村七兵衛：大出俊、梶本重左衛門：石橋雅史、有田泉十郎：佐藤仁哉、宇佐美：真田健一郎、井筒：倉田健、花井：白井滋郎、家臣：志茂山高也、細川純一、旅籠の主人：和田昌也、吉兵衛：蓑和田良太、お梅：前野有香、農婦：美松艶子、星野美恵子、茶店の女：前川恵美子、猟師の女房：桂登志子、商人：江原政一、駕籠屋：木下通博、西村龍弥 |
| 第17話 | 絹の村、引き裂かれた夢                                                  | 島崎清之助：南条弘二、扇屋徳右衛門：川辺久造、お房：加藤由美、市川庄太夫：森章二、弥吉：武見龍磨、平六：野土晴久、作兵衛：下元年世、番頭：白川浩二郎、山上典膳：野口貴史、手代：北村明男、原田図書：壬生新太郎、百姓：藤枝政己、椿竜二、泉好太郎、文三：西山清孝、馬方：小峰隆司、役人：司裕介、浪人：滝野貴之、用人：藤沢徹夫、女房：金森かおり、飯屋の主人：林哲夫、飯屋の女房：松本陽子、村井監物：山本昌平                                                       |
| 第18話 | お家騒動、高崎だるまに誓う愛                                            | 大場軍太夫：品川隆二、桑島喜内：田中浩、お雪：松本友里、桑島数馬：山田良隆、丸尾源三郎：滝譲二、お豊：千種みねこ、お伝の方：塚本加成子、商人：松田明、中西宣夫、有島淳平、親方：宮城幸生、片桐新吾：高見裕二、結城俊介：加藤三彦、正太：諸見里安誠、町人：大矢敬典、木谷邦臣、波多野博、藤長照夫、畑中伶一、峰蘭太郎、福本清三、壇林恭平、巫女：西野佳代子、二宮幸子、松山真由子、深見主膳：中田博久                                                                 |
| 第19話 | 冬の蛍、罠に落ちた純愛                                                  | おその：田村翔子、小平太：岡野進一郎、丸屋喜兵衛：橋本功、秋元伊勢守：北町嘉朗、月心尼：松村康世、子分：藤沢徹夫、丸屋の手代：八神辰之介、浪人：床尾賢一、男：東孝、高谷舜二、町人：市条亨一、女中：太田敦子、小僧：萩野要、巳之吉：伊藤敏八 |
| 第20話 | 情け無用、鉄火女の熊谷宿                                                | 喧嘩杢兵衛：和崎俊哉、お澄：太宰由美子、池端甚九郎：宮口二郎、島倉安次郎：笹木俊志、四海屋喜久造：高城淳一、宗源和尚：幸田宗丸、寅雲の長兵衛：川浪公次郎、岩吉：高並功、伝六：広瀬義宣、女将：富永佳代子、おみよ：山越多江子、おてる：泉千夏、農夫：泉好太郎、寺男：池田謙治、手下：細川純一、杉山幸晴、少年：及川潤 |
| 第21話 | 愛しき姫よ、静かに眠れ                                                  | 弥七：伊吹剛、鬼頭作左衛門：外山高士、間藤：有川正治、坂井：五十嵐義弘、お甲：小椋寛子、お竹：桂木麻智、曲独楽師：桂米八、人足：志茂山高也、石原耕、役人：司裕介、女房：春藤真澄、中間：窪田弘和、浪人：小坂和之、奔田陵、 |
| 最終話 | 大激闘! 天下分け目の板橋宿                                              | お里：鈴鹿景子、お峰：久野ひろ美、越智鳴門守：川合伸旺、竜蔵：山西道広、徳川康政：中村孝雄、鬼六：朝日完記、裏柳生：森山陽介、忍び：諸鍛冶裕太、重見成人、辻本良己、田近正吾 |

## エピソード
- 神山繁は同じく三田村邦彦主演で1994年に同時間枠で放映された『殿さま風来坊隠れ旅』でも紀州藩留守居役役でレギュラー出演している。また2004年3月29日放映の『暴れん坊将軍春のスペシャル』では御側御用取次を演じた。
- 田中綾子は『暴れん坊将軍III』から『暴れん坊将軍VII』まで、また高島礼子は暴れん坊将軍IIIの途中から終了までレギュラー出演していた。ちなみに、田中と高島は親友であることが、このドラマ以前のテレビ番組で本人たちの口から語られている。
- 三ツ矢歌子は『殿さま風来坊隠れ旅』第21話でゲスト出演している。
- 第1シリーズにレギュラー出演した田村亮は後に『暴れん坊将軍VIII』から2代目大岡忠相を演じた。
- 第2シリーズでは『暴れん坊将軍VII』まで初代大岡忠相を演じた横内正が家光の叔父・松平忠輝役でゲスト出演している。
- 第1シリーズで家光と伊達政宗が箱根で対面しているが、史実では伊達政宗が余命いくばくもない時期にあたるが、本作中では老いてなお壮健である。、1987年にNHKで放映された大河ドラマ『独眼竜政宗』の最終回でも家光と政宗の対面があるが、本作出演の勝野洋が家光の父・徳川秀忠役で、神山繁が伊達家家臣・遠藤基信役で出演していた。
- 2002年にテレビ朝日系で放映された『忍風戦隊ハリケンジャー』には第2シリーズに登場した無幻斎に似た風貌・名前の日向夢幻斎というキャラクターが登場しており、役者も無幻斎と同じく西田健が演じた。

## ネット配信
- 2022年8月3日から、YouTube「東映時代劇YouTube」の「据置枠」で第1シリーズの第1話と第2話が配信されている。